# Mokrzyca rozchodnikowata
Mokrzyca rozchodnikowata (Minuartia sedoides (L.) Hiern, właśc. Cherleria sedoides L.) – gatunek rośliny należący do rodziny goździkowatych (Caryophyllaceae). Występuje tylko w wysokich górach środkowej i południowej Europy oraz w górach Szkocji. W Polsce występuje wyłącznie w Tatrach.

## Morfologia

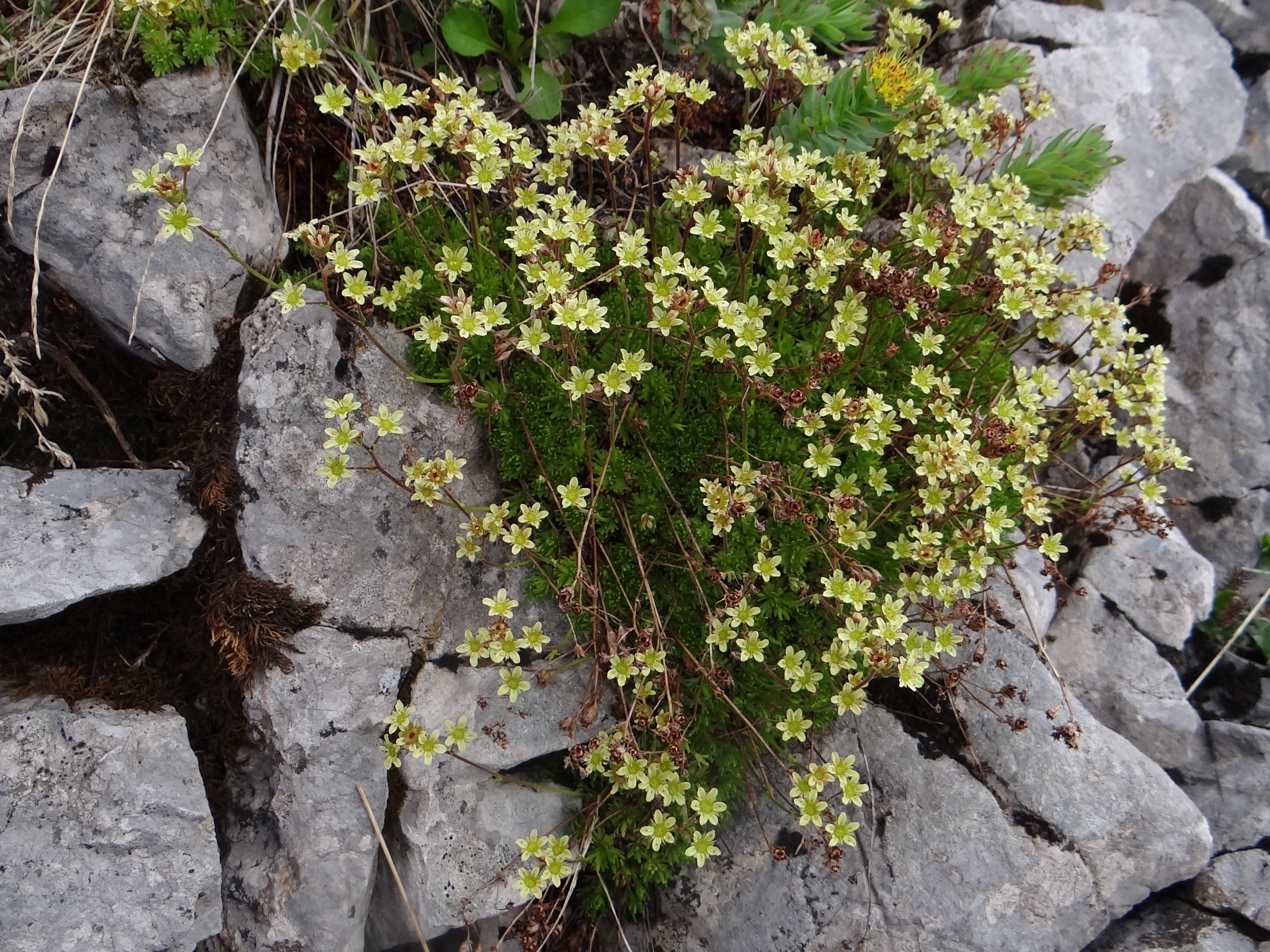
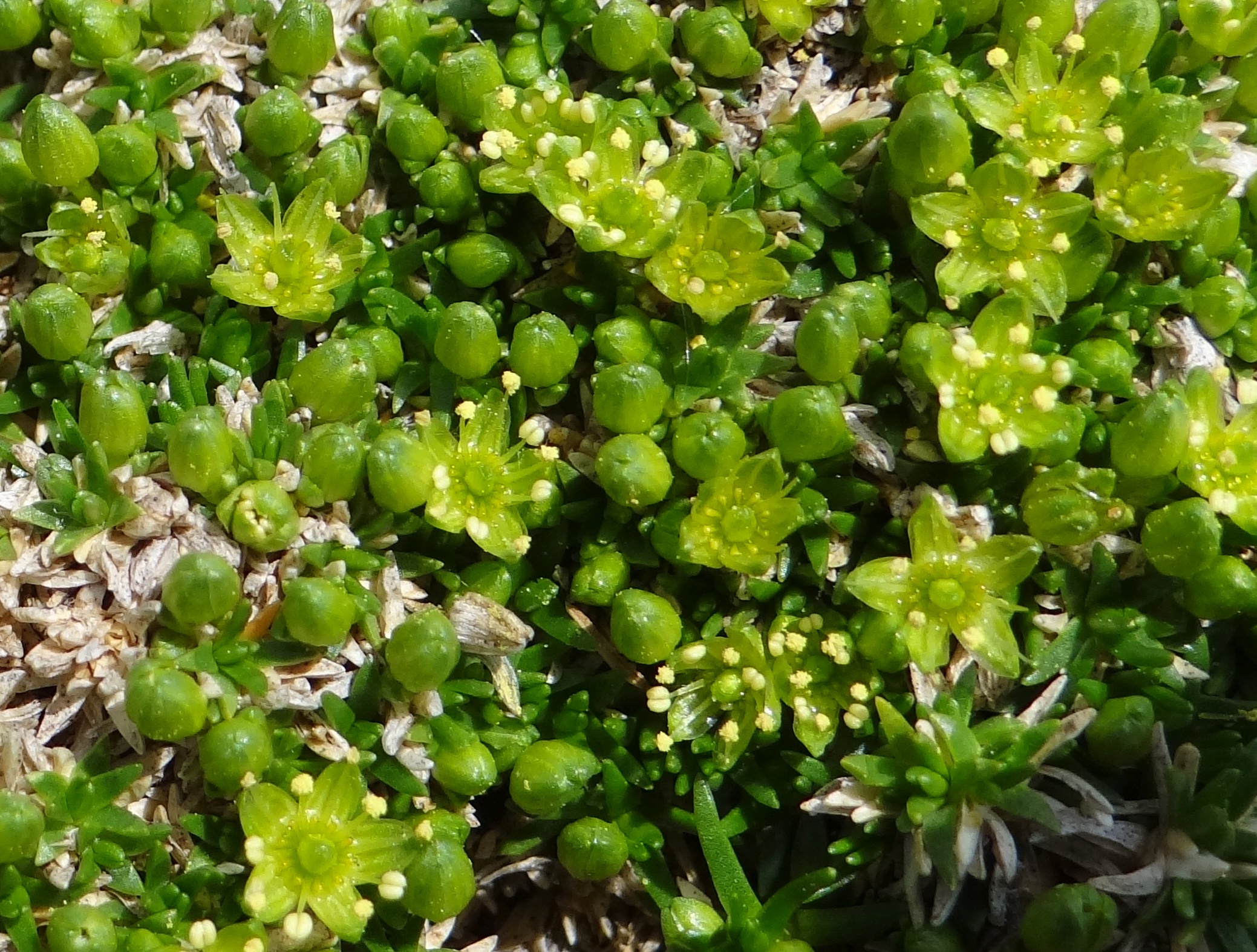
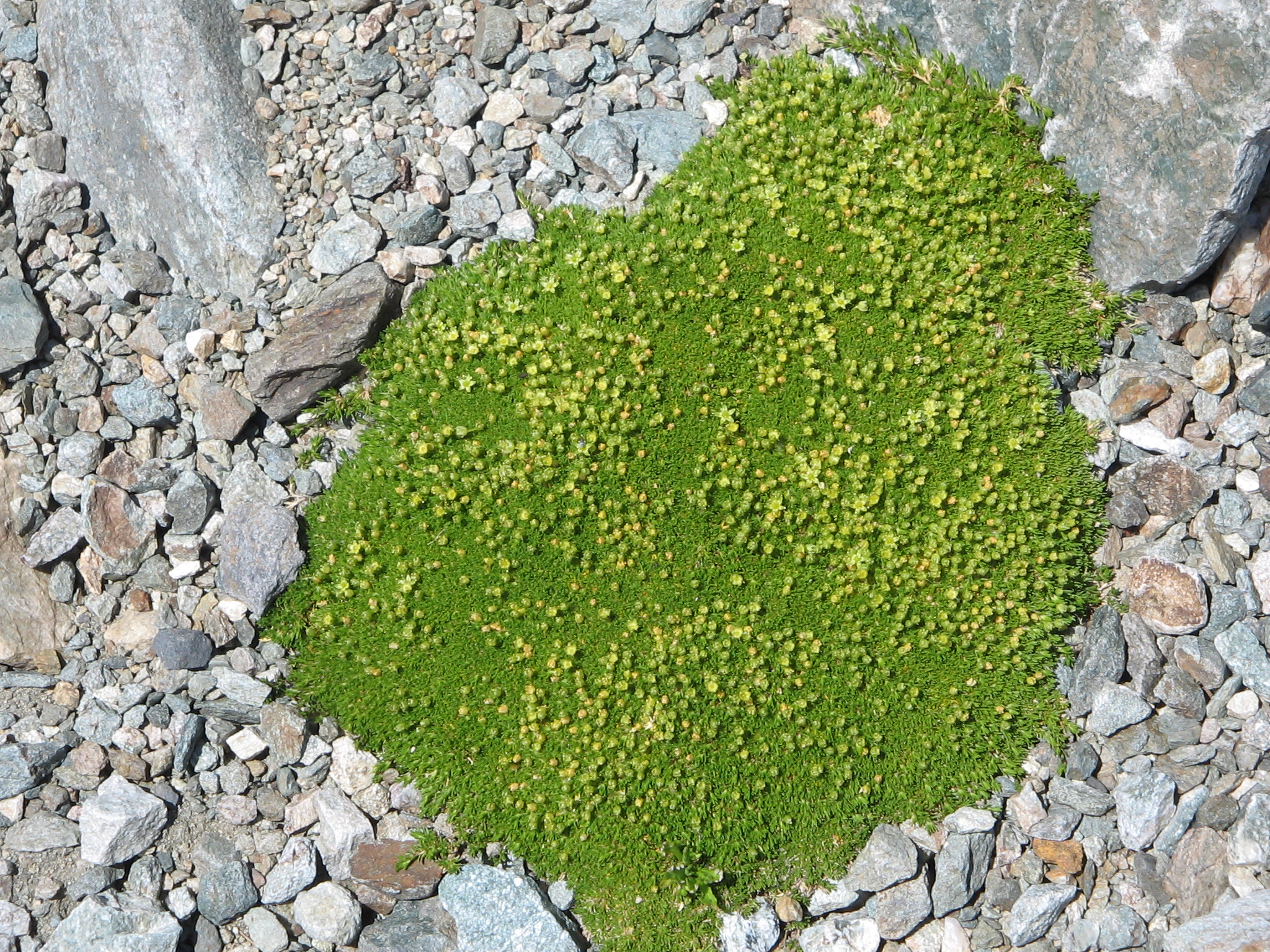
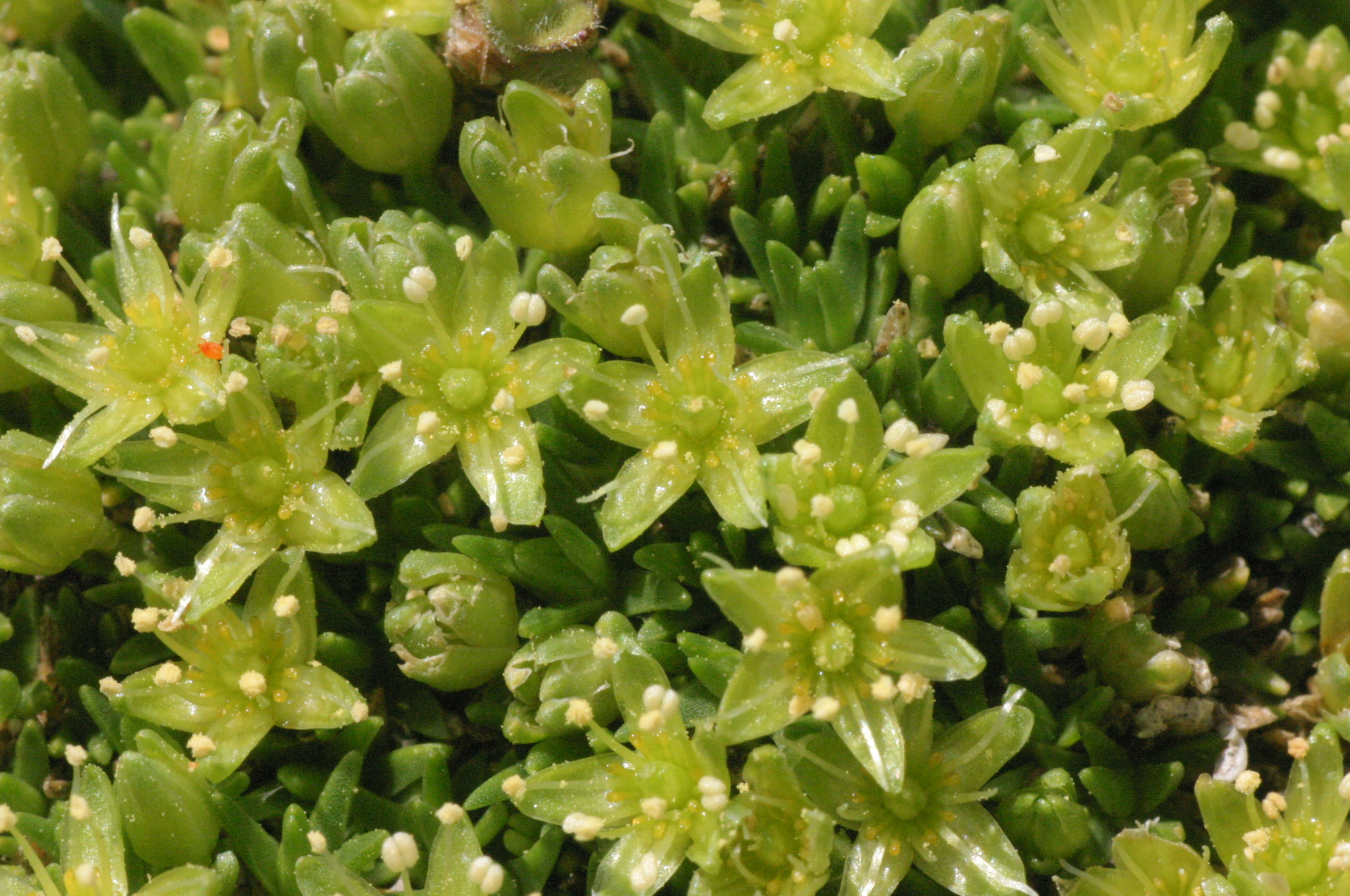

PokrójTypowa roślina poduszkowa o wysokości kilku cm, jeden z nielicznych w Polsce gatunków roślin o takim pokroju.
LiściePojedyncze, mięsiste, podobne, jak u rozchodników, 3-graniaste. Mają długość 5-6 mm i szerokość około 1 mm. Na łodydze wyrastają gęsto.
KwiatyPojedyncze, zielonożółte. Mają tępe, 3-nerwowe działki o jajowatym kształcie i kapturkowatym szczycie. Płatków korony brak, lub zredukowane do wyrostków.
OwocWystająca z kielicha torebka.

## Biologia i ekologia
RozwójBylina, kwitnie od czerwca do sierpnia.
SiedliskoTypowy oreofit. W Tatrach występuje głównie w piętrze halnym i turniowym. Rośnie zarówno na podłożu wapiennym, jak i granitowym.
FitosocjologiaGatunek charakterystyczny dla klasy Juncetea trifidi i zespołu Oreochloetum distichae.